# Волк (подводная лодка)
«Волк» — подводная лодка российского императорского флота типа «Барс». Построена в 1913—1916 годах, входила в состав Балтийского флота. Участвовала в Первой мировой войне, до 1935 года использовалась как учебная.

## История строительства

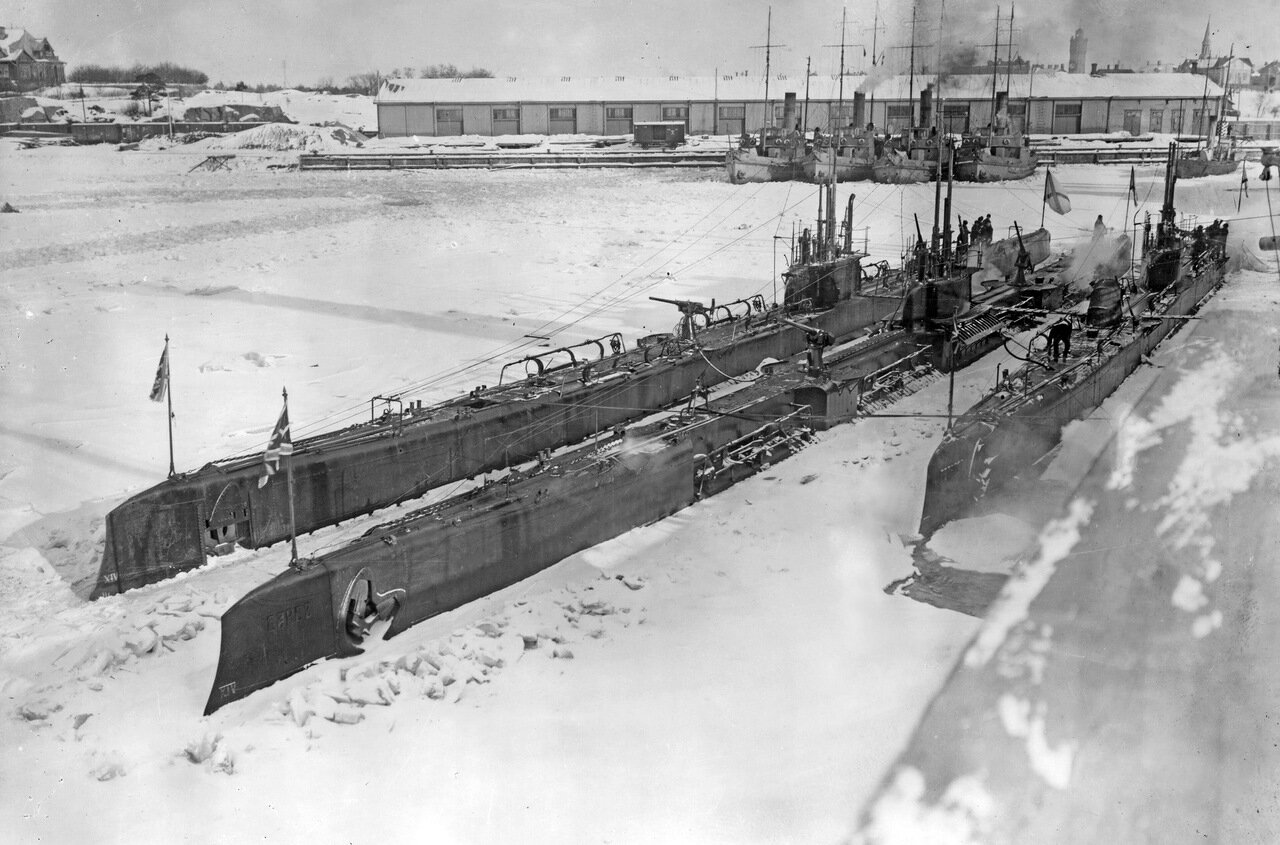
«Волк» (слева), «Барс» и «Гепард» в Ганге, зима 1915—1916 года.

«Волк» был заложен 2 сентября 1913 года на Балтийском заводе в Санкт-Петербурге, предназначался для Балтийского флота. Спуск на воду состоялся 25 октября 1915 года. Ещё во время строительства бортовые торпедные аппараты «Волка» перенесли на палубу, а глубокие ниши, в которых они должны были находиться по проекту, заделали. Лодка получила артиллерийское вооружение в составе двух 57-мм орудий и одного пулемёта. Из-за отсутствия заложенных в проекте мощных дизелей (2х1320 л. с.) на «Волк» были установлены два дизеля по 250 л. с., снятые с канонерских лодок типа «Шквал».
Первым командиром лодки был Н. К. Нордштейн, с июля 1915 года. 30 октября 1915 года его сменил граф И. В. Мессер, находившийся затем в этой должности до декабря 1917 года. 15 апреля 1916 года подводная лодка «Волк» вступила в строй и была зачислена в состав 1-го дивизиона Дивизии подводных лодок Балтийского моря.

## История службы
В 1916—1917 годах принимала участие в Первой мировой войне на Балтийском море, выходила в море на дозорную службу, действовала на коммуникациях противника, обеспечивала и прикрывала действия лёгких сил флота. Совершила девять боевых походов, потопила четыре судна противника (14600 тонн), из них три в одном походе.

### Результативный поход
3 мая 1916 года «Волк» вышел в боевой поход к берегам нейтральной Швеции на позицию севернее острова Готланд с задачей разведки района от бухты Норрчёпинга до пролива Кальмарсунд. 4 мая из подводного положения был обнаружен пароход без национального флага и опознавательных надписей. Лодка всплыла и дала два предупредительных выстрела. Судно остановилось и подняло немецкий флаг — это был германский пароход «Gera» водоизмещением 4300 тонн. Через две минуты после соответствующего сигнала команда покинула судно, и «Волк» потопил его одной торпедой. Экипаж в шлюпках был отпущен без потерь. Из-за замеченного сигнальщиками неопознанного перископа лодка срочно погрузилась. Через несколько часов, всплыв под перископ, Мессер обнаружил ещё один неопознанный пароход без флага. «Волк» всплыл и дал предупредительные выстрелы. Судно остановилось, но сразу снова дало ход в попытке уйти, что дало русским подводником право открывать огонь на поражение. Одна торпеда попала в середину борта, и немецкий пароход «Kolga» (2500 тонн) начал тонуть. Его экипаж спешно покидал судно на шлюпках, но «Волк» обнаружил дым на горизонте и поспешил к нему. Обнаруженное судно было остановлено и оказалось немецкий пароходом «Bianca» (1800 тонн). Для экономии времени его также потопили торпедой, экипаж был эвакуирован на подошедшие шведские корабли после ухода лодки. В последующие дни все обнаруженные суда оказывались шведскими, так как Германия, потеряв сразу три парохода, временно запретила своим транспортам выходить в море. В ночь с 5 на 6 мая при экстренном погружении для уклонения от торпеды и тарана атакующего миноносца один из механиков «Волка» получил тяжёлые ожоги — залитый до этого волной электромотор вспыхнул и вышел из строя. 7 мая также при работе с электромоторами убило током моториста. «Волк» прервал свой поход и 8 мая вернулся в Кронштадт.
За этот выдающийся поход весь экипаж был награждён. Старпом А. Н. Бахтин получил орден Святой Анны IV степени с надписью «за храбрость». «Волк» стал самой результативной подводной лодкой российского флота.

### Дальнейшее участие в войне
28 мая находившийся в походе для прикрытия набега лёгких сил «Волк» обнаружил атакующий его аэроплан и экстренно погрузился. Осколки сброшенных на лодку бомб впоследствии были найдены на палубе. 9 июня находящийся на позиции у Кваркена «Волк» обнаружил шведский пароход, но при попытке всплытия был вынужден уходить от таранной атаки, получил повреждения обоих перископов.
25 июня в Ботническом заливе «Волк» всплыл перед немецким пароходом, который изменил курс и попытался уйти в шведские территориальные воды. Лодка открыла огонь — артиллеристы стреляли по корме судна, остановившегося после нескольких попаданий. Немецкий транспорт «Dorita» (6000 тонн) с грузом шведской железной руды был потоплен двумя торпедами. Его капитан долго протестовал, доказывая своё нахождение в территориальных водах Швеции, и лишь подробная прокладка курсов на карте, наглядно показавшая 5 миль до берега при трёхмильной зоне территориальных вод, заставила его согласиться с правомерностью атаки.
При возвращении из этого похода «Волк» при нахождении точно на рекомендованном фарватере столкнулся с плавающей миной немецкой конструкции. Два взрывателя мины были погнуты, и она не взорвалась.
Зимой 1916—1917 года в Ганге лодка получила удлинённые до уровня перископов трубы воздухозаборника и выброса газов, тем самым получив возможность для зарядки батарей на перископной глубине.
В 1917 году экипаж «Волка» активно участвовал в событиях Февральской и Октябрьской революций. Последний свой военный поход, 6-10 мая 1917 года, лодка прервала из-за возникшей неисправности двигателей.

### Служба в советском флоте
В 1918 году «Волк» с группой других кораблей участвовал в Ледовом походе, в феврале перейдя из Ревеля в Гельсингфорс, а в апреле — из Гельсингфорса в Кронштадт.
10-11 июля 1919 года «Волк» под командованием Н. А. Горняковского выходил в дозор в Копорский залив, обнаруживал вражеские миноносцы, но не мог с ними сблизиться на дистанцию атаки — в работе был только один мотор. В августе «Волк» был отремонтирован при помощи спасательного судна «Волхов».
В 1921 году «Волк» переименован в «ПЛ-2», в 1922 году прошёл капитальный ремонт с демонтажом палубных торпедных аппаратов и заменой 57-мм орудий на 75-миллиметровые. В 1923 году получил имя «Батрак».
В мае 1925 года «Батрак» участвовал в групповом походе с лодками «Комиссар» и «Коммунар». В апреле-мае 1932 года «Батрак» участвовал в параде кораблей на Неве. В 1932 году лодка передана учебному отряду подводного плавания и переименована в «У-1», в 1934 году — в «Б-5».
11 марта 1935 года «Б-5» выведена из состава флота и в октябре того же года разделана на металл.

## Память
25 июня 1991 года приказом ГК ВМФ от 24.07.1991 наименование «Волк» получила российская многоцелевая атомная подводная лодка К-461 проекта 971.

## Командиры
- июль — октябрь 1915: Н. К. Нордштейн
- октябрь 1915 — декабрь 1917: И. В. Мессер 1-й
- декабрь 1917 — март 1918: А. Н. Бахтин (до этого был старпомом)
- март-июнь 1918: П. К. Хмызников
- июнь-декабрь 1918: Н. М. Китаев
- декабрь 1918 — август 1921: Н. А. Горняковский (с перерывами)
- август-октябрь 1921: А. И. Берг
- ноябрь 1921 — март 1923: Ю. В. Пуаре[2] — параллельно командовал дивизионом «Барсов»
- май 1923 — апрель 1924: Б. М. Кислицкий
- 1924—1929: Б. А. Секунов
- 1929—1931: Д. М. Вавилов
- 1932—1935: М. В. Лашманов